# Odense Friskole
Odense Friskole er en grundtvig-koldsk friskole beliggende i det centrale Odense. Skolen har ca. 525 elever og er dermed landets største friskole.
Skolen blev grundlagt i 1863 og havde i sine tidlige år Morten Eskesen som skoleleder. Skolen har siden 1967 haft til huse på Hjallesevej 2 i bygninger, der tidligere husede Odense Seminarium.